# Сандомир
Сандо́мир, або Судомир (пол. Sandomierz) — старовинне місто і міська ґміна, розташоване у Свентокшиському воєводстві в південно-східній Польщі над річкою Віслою на семи пагорбах (звідси інша назва міста — «малий Рим»), на краю Сандомирської височини.

## Назва
Назва міста походить від давньопольської Sędomir, від Sędzi- (від дієслова sądzić — «судити») і mir («мир»).

## Географія

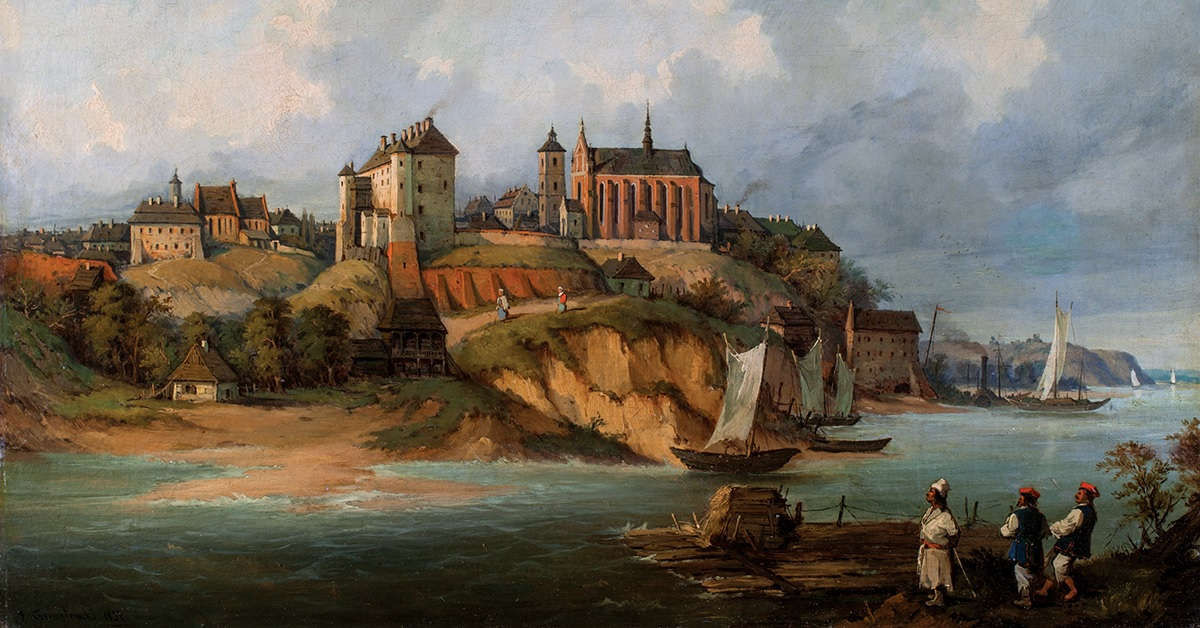
Юзеф Шерментовський — «Вид на Сандомир зі сторони Вісли», 1855

Промислова частина міста, що має назву Надбережжя, розташується на правому березі Вісли, в так званому «Сандомирському котловані». Отримало Магдебурзьке право до 1227 р. Серед численних пам'яток архітектури ґотична катедра (бл. 1360 —82), стіни запрестольної апсиди якої розписані візантійсько-українськими фресками. Розпис виконали на замовлення польського короля Владислава Яґайла в кінці XIV, або на початку XV століть українські майстри галицької школи. Головна картина — Успіння Пресвятої Богородиці — займає цілу планицю, інші композиції зображують сцени з життя Ісуса Христа. Стінопис відкритий 1887 року; при невдалій реставрації 1932 —34 років фрески втратили свій первісний колорит і чіткі стилістичні ознаки.

## Історія

Герб Сандомира до 2016 року

Археологічні розкопки свідчать, що місцевість в районі сучасного Сандомира була заселена вже в часи неоліту . Як вважається, місто існувало з раннього середньовіччя, використовуючи переваги вигідного географічного положення при злитті Сяну і Вісли на перетині важливих торговельних шляхів.
Перша згадка міста відноситься до початку XII століття, коли літописець Галл Анонім описував його як одне з найважливіших міст Польщі поряд з Краковом і Вроцлавом. У статуті (заповіті) Болеслава III Кривоустого Сандомир фігурував як столиця одного з заповіданих синам князівств, на які він розділив Польщу.
Протягом XIII століття місту було завдано серйозної шкоди в ході татарських набігів (1241, 1259 і 1287 роки), дерев'яні споруди міста були повністю знищені. В 1260 в Сандомирі татарами разом з 48 товаришами був замучений Садок Блаженний . В 1286 Сандомир стараннями Лешека Чорного, що згодом став князем Сандомирський, отримав Магдебурзьке право.
Після возз'єднання польських земель в XIV столітті колишнє князівство стало іменуватися Сандомирським воєводством, об'єднавши великі землі південно-східної Польщі. У той час Сандомир, який налічував близько 3 тис. жителів, був одним з найбільших міст країни. В середині XIV століття Сандомир був спалений литовцями, після чого був перебудований в роки правління короля Казимира III. Сьогоднішнє планування міста залишилося практично незмінним з того часу.
Минулі 300 років, до середини XVII століття, стали для Сандомира періодом розквіту: саме тоді були збудовані найбільш примітні історичні споруди. У 1570 році тут був укладений Сандомирський договір — одне з перших екуменічних угод між протестантами, які об'єднували свої сили в боротьбі проти контрреформації.
Спокійні часи закінчилися, коли 1655 року місто було захоплене шведами (т. зв. «шведський потоп»), які підірвали замок, що завдали істотної шкоди іншим будівлям. У наступні сто років економіка Речі Посполитої була в процесі стагнації, що не могло не відбитися на розвитку міста. Велика пожежа в 1757 році і перший розділ Польщі в 1772 році, в результаті якого Сандомир опинився під владою Австрії, ще більше знизило його статус.
1809 року місто постраждало в ході боїв між військами Австрії та Варшавського герцогства в рамках Наполеонівських воєн . Після 1815 Сандомир, який налічував тоді 2640 жителів, у складі Царства Польського увійшов до складу Російської імперії.
У черговий раз місто зазнало руйнування під час Першої світової війни, після закінчення її знову увійшовши до складу незалежної Польщі. В 1930-х місто увійшло в проект розвитку Центрального індустріального регіону країни, завдяки чому почав швидко рости. Передбачалося, що до 1940-вих років Сандомир перетвориться на столицю воєводства з населенням в 120 тис. осіб.
У вересні 1939 року місто, як і решта Польщі, було окуповане військами Вермахту. Єврейське населення міста, що налічувало близько 2500 чоловік, було знищено, здебільшого в таборах смерті Белжець і Треблінка.
Звільнене від німецьких загарбників радянськими військами в серпні 1944 року. На відміну від багатьох польських міст, йому вдалося уникнути руйнування; заслугу врятування міста приписують військовій вправності радянського підполковника В. Ф. Скопенка, який керував звільненням. Його могила з пам'ятником знаходилася біля Опатовської Брами, але в 1990 році рішенням бурмистра Томаша Панфіля перенесена до військового радянського цвинтаря на вулиці Міцкевича; це був один з перших публічних актів декомунізації в Польщі.
У 1956 році був створений музей в Сандомирі, першим місцем якого було Олесьницьке приміщення, а з 1986 року музей перенесли до замку в Сандомирі. У 1975—1998 роках місто було адміністративною частиною Тарнобжезького воєводства, а з 1999 року у Свентокшиському воєводстві.
- XIV  століття—1795: центральне місто Сандомирського воєводства Королівства Польського та Речі Посполитої.

## Пам'ятки
- Ратуша
- Брама Опатовська
- Сандомирський замок
- Латинський собор
- Костел святого Михаїла
- Монастир святого Якова

## Демографія
Демографічна структура станом на 31 березня 2011 року:
|          | Загалом | Допрацездатний вік | Працездатний вік | Постпрацездатний вік |
| -------- | ------- | ------------------ | ---------------- | -------------------- |
| Чоловіки | 11639   | 2135               | 8034             | 1470                 |
| Жінки    | 13255   | 2128               | 7862             | 3265                 |
| Разом    | 24894   | 4263               | 15896            | 4735                 |

## Релігія
- Церква святих Кирила і Мефодія

## Відомі люди
- Роман Мстиславич — князь Галицький, був тимчасово похований у церкві святого Якова на передмісті.

## Світлини

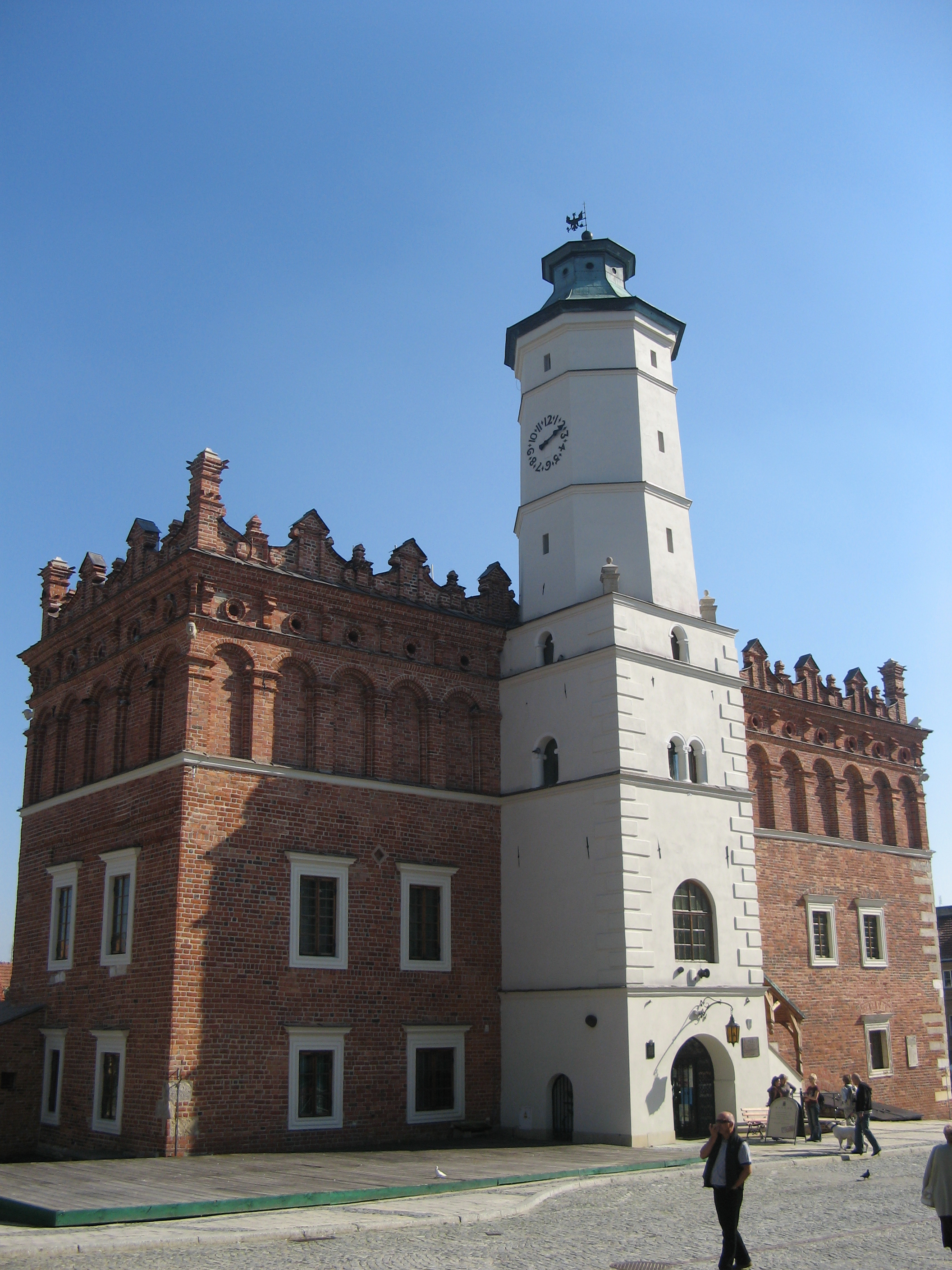
Ратуша в Сандомирі
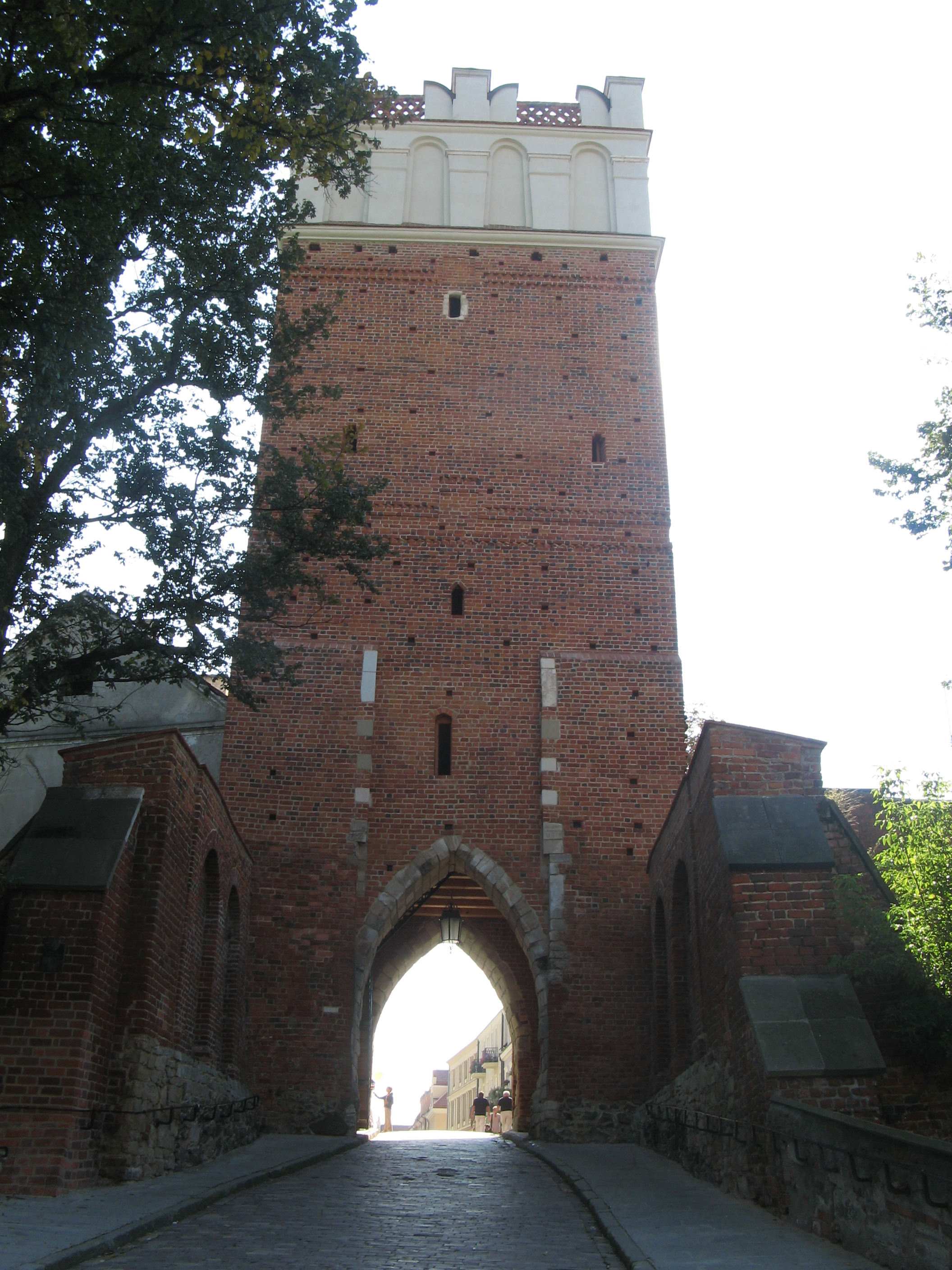
Брама Опатовська
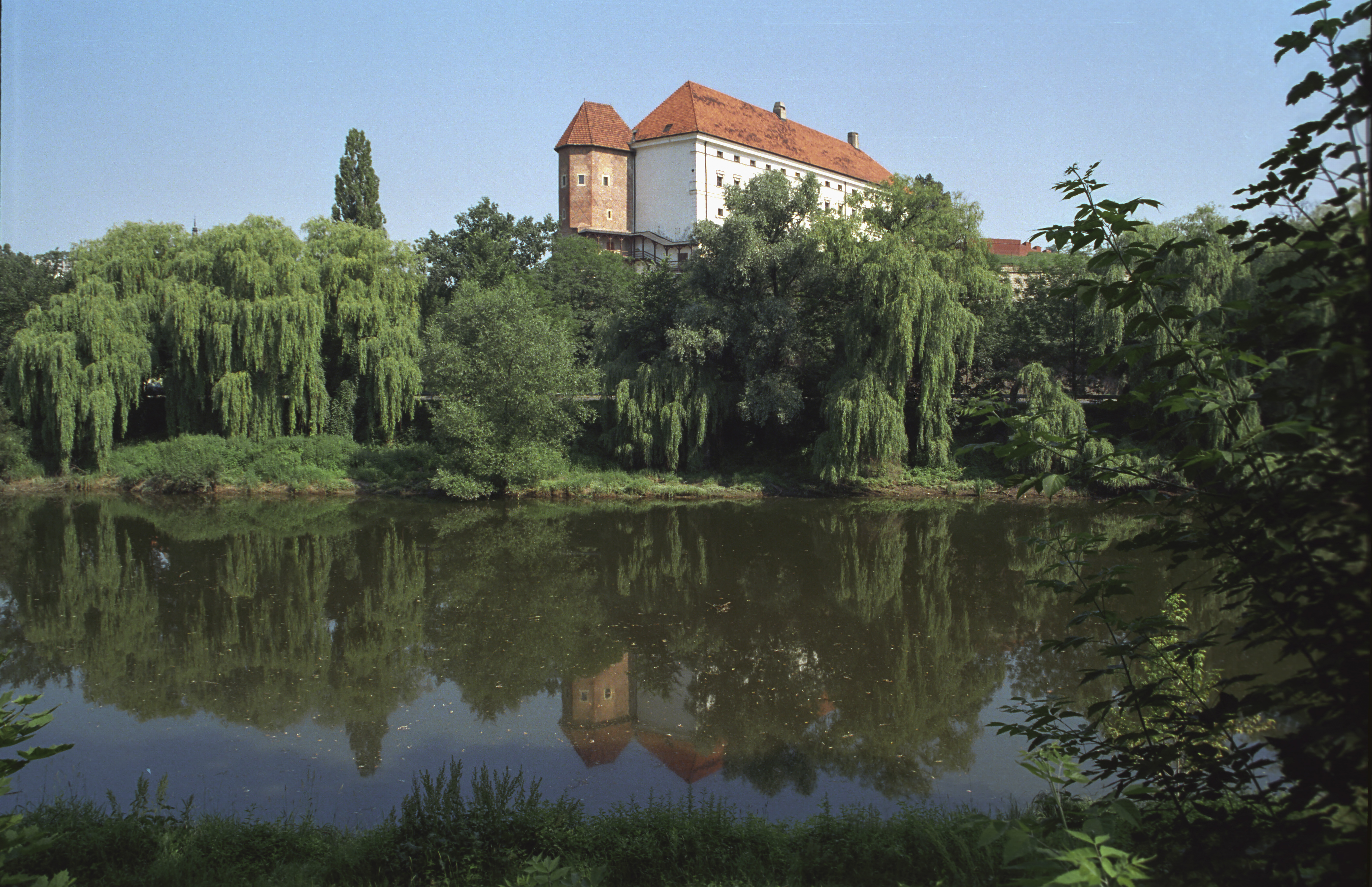
Вид на замок в Сандомирі
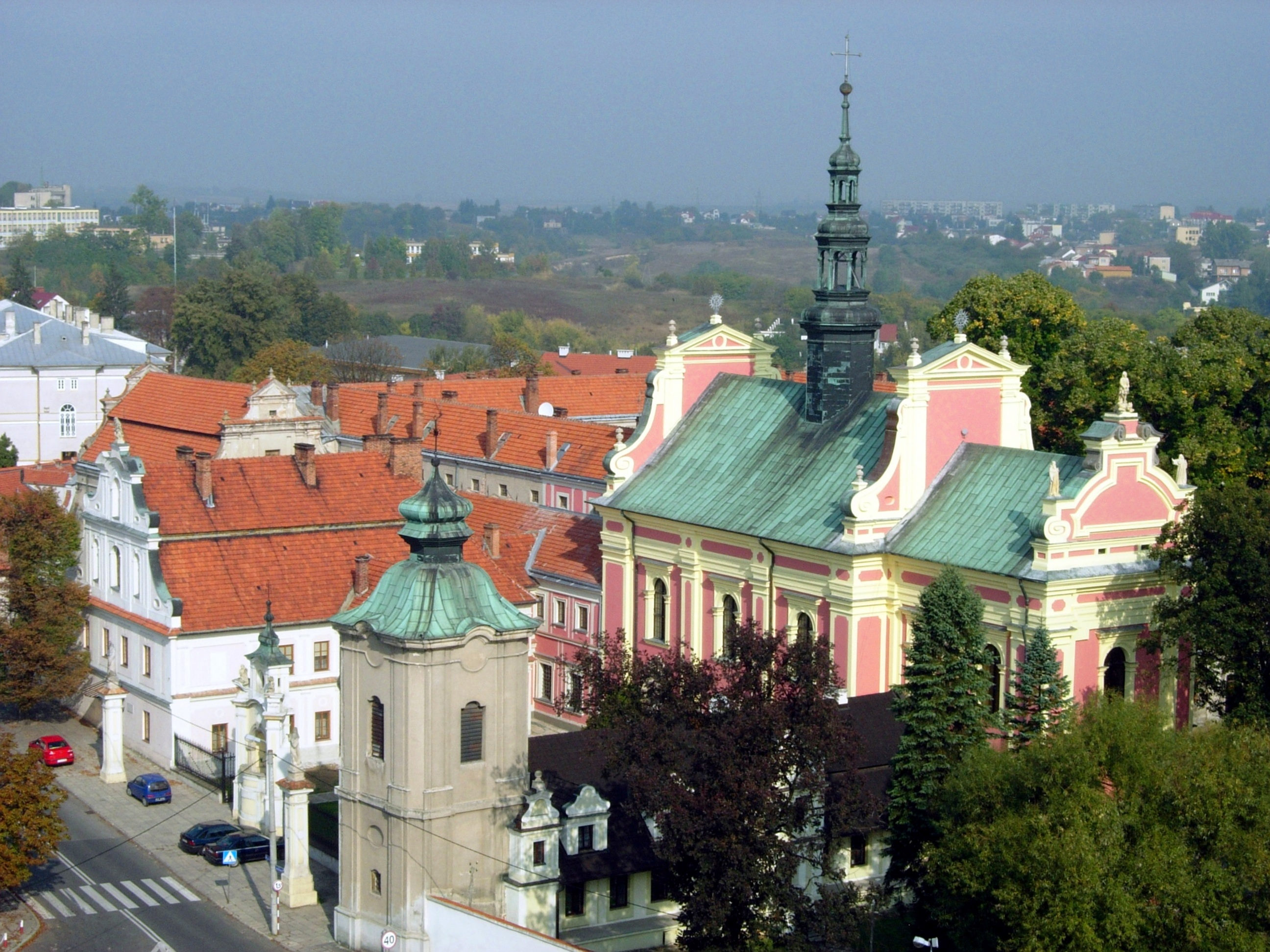
Костел святого Михаїла в Сандомирі
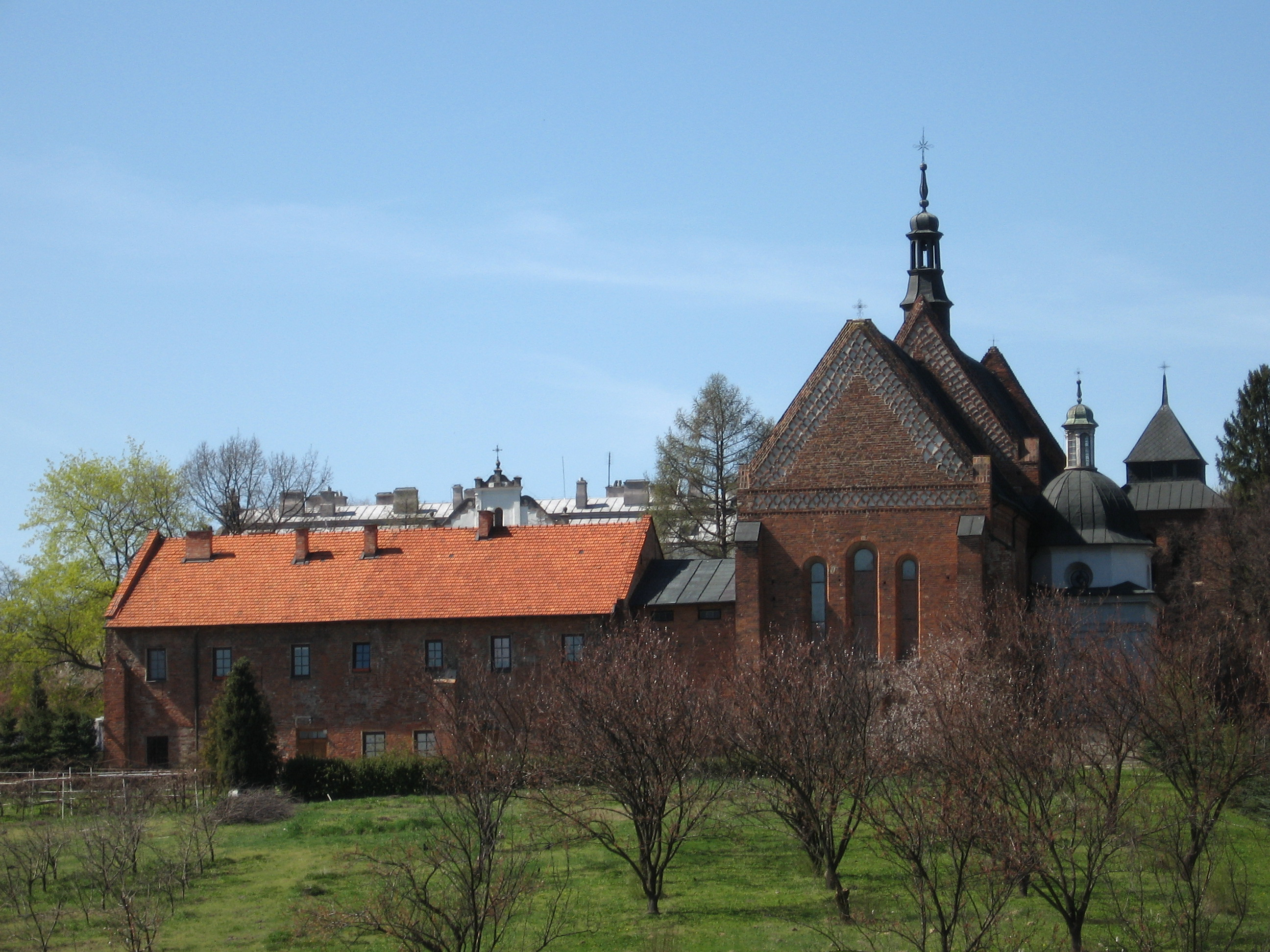
Монастир святого Якова